# Östra Göinge domsaga
Östra Göinge domsaga var en domsaga i Kristianstads län. Den bildades 1 januari 1918 (enligt beslut den 25 juni 1917) genom delningen av Villands och Östra Göinge domsaga.
Domsagan avskaffades den 1 januari 1967 och dess verksamhet överfördes till Kristianstads domsaga.
Domsagan lydde under hovrätten över Skåne och Blekinge.

## Tingslag
- Östra Göinge tingslag

## Häradshövdingar
- 1918–1942: Viktor Hydén
- 1942–1966: Carl August Davidsson